# Pullimosina vernalis
Pullimosina vernalis är en tvåvingeart som beskrevs av Hayashi 2006. Pullimosina vernalis ingår i släktet Pullimosina och familjen hoppflugor. Inga underarter finns listade i Catalogue of Life.